# 冬の輪舞
『冬の輪舞』（ふゆのりんぶ）は、東海テレビ制作で、2005年1月6日から4月1日までフジテレビ系列で放送された昼ドラである。3部構成・全62回放送。
同年5月13日には、東海テレビ制作の『真珠夫人』、『牡丹と薔薇』同様に『金曜エンタテイメント』枠での特別版が放送された。それまで再放送がなかった富山テレビ（富山県）では2006年の10月から2007年の1月まで放送された。とちぎテレビ（栃木県）では2021年の5月から放送された。BS11(BSイレブン)にて2023年1月19日(金)から4月14日（金）まで、毎週(月)～(金)の平日11：29～12：00に放送された。
2018年現在DVD化はされていない。

## ストーリー
物語は昭和40年（1965年）11月を舞台とする序章、昭和58年（1983年）12月から昭和59年（1984年）を舞台とする第1部、平成3年（1991年）冬から平成4年（1992年）を舞台とする第2部、平成16年（2004年）冬以降を舞台とする第3部で構成されている。特別編は第3部ラストよりさらに数年後が舞台である。

## キャスト
- 水島しのぶ→佐藤しのぶ（大丸しのぶ） - 遠野凪子（現・遠野なぎこ）
大丸耕造・慶子夫妻の実の娘。百合の養母。運命のいたずらにより数奇な運命を辿る。
- 大丸千鶴子（水島千鶴子） - 黒坂真美
水島龍作・静子夫妻の実の娘。百合の実母。彼女もまた、数奇な運命を辿る。
- 大丸則子 - 若林志穂
慶子の妹。慶子亡き後、耕造の後妻となり澄夫を産む。良家に生まれたプライドと、何につけ優秀な姉・慶子へのコンプレックスから、澄夫を溺愛する一方で、しのぶや千鶴子に辛く当たる。
- 大丸澄夫 - 泉政行
耕造と則子の息子。しのぶの異母弟、千鶴子の義弟。喘息持ちで気弱な性格。マザコン。則子からの期待を受けて医者を志望するが、異母姉と知らぬまま、しのぶに好意を抱く。
- 原田新太郎→大丸新太郎 - 松田悟志
しのぶの幼馴染みで、やがて恋仲となる。医者の道を志す。時にしのぶや千鶴子の間で揺れ動くが、しのぶを愛し彼女の2番目の夫となり、大丸家の婿養子となる。
- 大丸慶子 - 立原麻衣
耕造の先妻、則子の実姉。お嬢様育ちで一見物静かな様だが芯の強い心の持ち主。元々生まれつき病弱で持病である重い心臓病があり、出産による体の負担が危険だと言われていたが、それを覚悟の上で自分の命と引き換えにしのぶを出産後に帰らぬ人となる。
- 大丸百合 - 碇由貴子→小向美奈子（特別編のみ）
千鶴子と哲也の不倫によって産まれた娘。だが、千鶴子の頼みにより大丸家でしのぶの娘として育てられる。特別編では成人し、結婚式を行った。
- 笠原隆之 - 松尾政寿
百合の婚約者。彼女や百合の実母・千鶴子が抱える過去について知らなかった。
- 佐藤哲也 - 志村東吾
しのぶの最初の夫、千鶴子の不倫相手。製薬会社に勤務する。頑なに過去を隠し続け全てにおいて完璧な妻・しのぶに安らぎを見出せず、取引病院の事務員・千鶴子と不倫関係に陥る。
- 大丸裕喜 - 樋口浩二
耕造の弟。大丸家の人間ながら医療の道とは無縁の人物。彼のスナックは千鶴子の行き付けで、千鶴子と本音を語り合える仲。
- 山岡省吾 - 草薙良一
千鶴子のパトロン。彼女に新宿のスナックを任せるが、密かに千鶴子の素性と大丸家を調べる。
- 水島龍作 - 吉満涼太（現・吉満寛人）
静子の夫。千鶴子の実父、しのぶの養父。漁師だが酒とギャンブルに入れ込み、妻・静子にも辛く当たる。物語冒頭で大丸家から預かったしのぶの足に大やけどを負わせ、やけどの事実を隠すように千鶴子をしのぶと偽り耕造に渡す。これが全ての始まりとなり、しのぶと千鶴子が入れ替わったまま、二人の運命を狂わせる。
- 大丸耕造 - 冨家規政
慶子と則子の夫。しのぶと澄夫の実父、千鶴子の養父。大丸病院の院長。龍作の嘘に騙され、千鶴子を自分の娘として育て、実の娘であるしのぶと引き離されてしまう。
- 水島静子 - いしのようこ
龍作の妻。千鶴子の実母、しのぶの養母。生まれ育ちは貧しいが、芯が強く優しい心の持ち主。千鶴子を出産後、仲の良い耕造の妻・慶子の出産を手伝い、慶子の葬儀の間、慶子の娘・しのぶを預かる。だが、龍作の過失によって千鶴子と引き離され、しのぶを育てることになる。

## スタッフ
- 原作 - 吉屋信子『あの道この道』（国書刊行会）
- 企画 - 鶴啓二郎（東海テレビ放送）
- 脚本 - 中山乃莉子、田部俊行
- 広報 - 植木圭一（東海テレビ放送）、山本聡美（東海テレビ放送）
- 演出 - 西本淳一、藤木靖之、村松弘之、皆川智之
- プロデューサー - 西本淳一（東海テレビ放送）、大久保直実（ビデオフォーカス）
- 音楽 - 中川幸太郎
- 音楽制作 - インスパイア・ホールディングス
- 制作 - 東海テレビ放送・ビデオフォーカス

## サブタイトル
| 第1週  | 第1週     | 第1週          | 第2週                     | 第2週                     | 第2週                     | 第3週  | 第3週     | 第3週          |
| 回     | 放送日    | サブタイトル   | 回                        | 放送日                    | サブタイトル              | 回     | 放送日    | サブタイトル   |
| ------ | --------- | -------------- | ------------------------- | ------------------------- | ------------------------- | ------ | --------- | -------------- |
|        |           |                | 第3話                     | 2005.1.10                 |                           | 第8話  | 2005.1.17 | 見られた傷あと |
|        |           |                | 第4話                     | 2005.1.11                 |                           | 第9話  | 2005.1.18 | 本当の娘は…    |
|        |           |                | 第5話                     | 2005.1.12                 |                           | 第10話 | 2005.1.19 | 病室での争い   |
| 第1話  | 2005.1.6  |                | 第6話                     | 2005.1.13                 |                           | 第11話 | 2005.1.20 | 東京への旅立ち |
| 第2話  | 2005.1.7  |                | 第7話                     | 2005.1.14                 |                           | 第12話 | 2005.1.21 | 醜いカラス     |
| 第4週  | 第4週     | 第4週          | 第5週                     | 第5週                     | 第5週                     | 第6週  | 第6週     | 第6週          |
| 回     | 放送日    | サブタイトル   | 回                        | 放送日                    | サブタイトル              | 回     | 放送日    | サブタイトル   |
| 第13話 | 2005.1.24 | 豹変した親友   | 第18話                    | 2005.1.31                 | 芽生えたいのち            | 第23話 | 2005.2.7  | 出生の真実     |
| 第14話 | 2005.1.25 | あきらめた恋   | 第19話                    | 2005.2.1                  | 悲しい事故                | 第24話 | 2005.2.8  | 余命3ヶ月…     |
| 第15話 | 2005.1.26 | 金で買った結婚 | 第20話                    | 2005.2.2                  | 疑惑の血液型              | 第25話 | 2005.2.9  | 運命の乳姉妹   |
| 第16話 | 2005.1.27 | 悪魔のパーティ | 第21話                    | 2005.2.3                  | 院長の推理                | 第26話 | 2005.2.10 | 絶望の海       |
| 第17話 | 2005.1.28 | 終わらない悪夢 | 第22話                    | 2005.2.4                  | 18年間の嘘                | 第27話 | 2005.2.11 | しのぶの選択   |
| 第7週  | 第7週     | 第7週          | 第8週                     | 第8週                     | 第8週                     | 第9週  | 第9週     | 第9週          |
| 回     | 放送日    | サブタイトル   | 回                        | 放送日                    | サブタイトル              | 回     | 放送日    | サブタイトル   |
| 第28話 | 2005.2.14 | 悲劇の第2章    | 第33話                    | 2005.2.21                 | 悪夢の三角関係            | 第38話 | 2005.2.28 | 壊れた縁談     |
| 第29話 | 2005.2.15 | ホテルの領収書 | 第34話                    | 205.2.22                  | 夫の裏切り                | 第39話 | 2005.3.1  | 最期の微笑み   |
| 第30話 | 2005.2.16 | 運命のいたずら | 第35話                    | 2005.2.23                 | 空想の赤ちゃん            | 第40話 | 2005.3.2  | 恐ろしい夢…    |
| 第31話 | 2005.2.17 | 7年目の奇跡    | 第36話                    | 2005.2.24                 | 結納の日の衝撃            | 第41話 | 2005.3.3  | 七夕生まれの子 |
| 第32話 | 2005.2.18 | 純粋な不倫…    | 第37話                    | 2005.2.25                 | 女たちの秘密              | 第42話 | 2005.3.4  | 呪われた運命   |
| 第10週 | 第10週    | 第10週         | 第11週                    | 第11週                    | 第11週                    | 第12週 | 第12週    | 第12週         |
| 回     | 放送日    | サブタイトル   | 回                        | 放送日                    | サブタイトル              | 回     | 放送日    | サブタイトル   |
| 第43話 | 2005.3.7  | 鬼の父の涙…    | 第48話                    | 2005.3.14                 | 愛のない家庭              | 第53話 | 2005.3.21 | 耕造の遺言…    |
| 第44話 | 2005.3.8  | 見られた写真   | 第49話                    | 2005.3.15                 | かもめのマッチ            | 第54話 | 2005.3.22 | 屈辱の生い立ち |
| 第45話 | 2005.3.9  | 束の間の父娘   | 第50話                    | 2005.3.16                 | 写真の謎の女性            | 第55話 | 2005.3.23 | 一晩だけの夢   |
| 第46話 | 2005.3.10 | 独房での慟哭   | 第51話                    | 2005.3.17                 | 昔の事件の噂              | 第56話 | 2005.3.24 | 暴露された過去 |
| 第47話 | 2005.3.11 | 暴走する娘     | 第52話                    | 2005.3.18                 | うわ言の名前              | 第57話 | 2005.3.25 | 封印された記憶 |
| 最終週 | 最終週    | 最終週         | 視聴率                    | 視聴率                    | 視聴率                    |        |           |                |
| 回     | 放送日    | サブタイトル   | 初回視聴率11%（名古屋）   | 初回視聴率11%（名古屋）   | 初回視聴率11%（名古屋）   |        |           |                |
| 第58話 | 2005.3.28 | 愛人契約       | 最高視聴率12.3%（3月4日） | 最高視聴率12.3%（3月4日） | 最高視聴率12.3%（3月4日） |        |           |                |
| 第59話 | 2005.3.29 | 衝撃のシーン   | 平均視聴率9.2%            | 平均視聴率9.2%            | 平均視聴率9.2%            |        |           |                |
| 第60話 | 2005.3.30 | 則子の謝罪     |                           |                           |                           |        |           |                |
| 第61話 | 2005.3.31 | 危険な手術     |                           |                           |                           |        |           |                |
| 最終話 | 2005.4.1  | 挫けない運命   |                           |                           |                           |        |           |                |

## 主題歌
- 「優しい光」 歌：サラブレンド
  - レーベル：ユニバーサルJ